# Pere Grau i Valls
Pere Grau i Valls (Tarragona, 12 de juny de 1960) és un advocat català.
És advocat col·legiat en exercici al Col·legi d'Advocats de Tarragona des de 1984. Soci fundador d'un despatx especialitzat en dret d'empresa. Membre del Col·lectiu de Dret Públic Català Maspons i Anglesell. Assessor jurídic de l'AMI a la circumscripció de Tarragona; Membre de Juristes per la Independència de l'ANC i de Juristes per la República.
Entre els anys 1987 i 1991 fou conseller de Tarragona, essent tinent d'alcalde d'Urbanisme, Llicències i Obres, president de l'Empresa Municipal de Transports Públics de Tarragona. Militant de CDC des del 1983 fins al 2004, ha exercit diversos càrrecs i ha estat membre del Consell Nacional en diferents períodes.
Entre maig del 2015 i novembre del 2017 fou membre del Secretariat Nacional per representació nacional de l'Assemblea Nacional Catalana (ANC).
Membre de la llista del President, Junts per Catalunya per la circumscripció de Tarragona a les eleccions del 21 de desembre.
Està casat i és pare de tres fills.